# 喬治·科恩 (1937年)
喬治·埃兰·科恩（英語：George Alan Cohon，1937年4月19日—2023年11月24日），加拿大籍美国裔商人、律师，加拿大麥當勞与俄羅斯麥當勞创始人及前董事长。

## 早年经历
喬治·科恩出生于美国伊利诺伊州芝加哥，父亲是乌克兰裔犹太人，曾为律师，之后担任面包师；母亲是美国犹太人。科恩在芝加哥长大，与姐姐桑迪共用一间卧室。
科恩曾在德雷克大学就读，之后在西北大学普利兹克法学院考取了法律博士学位。在西北大学就读期间，他与后来成为妻子的苏珊认识。

## 事业生涯

### 加拿大
科恩于1961年至1967年间在其父亲于芝加哥开设的的律师事务所从事公司法工作，之后搬到加拿大多伦多，取得麦当劳在加拿大东部地区的特许经营权。1968年11月11日，科恩在安大略省伦敦开设了第一家麦当劳餐厅。开业当天，麦当劳主要创始人雷·克罗克提出以100万美元购买科恩的许可。此后科恩担任加拿大麦当劳董事长、总裁兼首席执行官。期间，科恩独自发展麦当劳的特许经营权，直至1971年，麦当劳用股票收购了科恩的股份。1976年，科恩累计持有200多家麦当劳餐厅。
1975年，科恩成为加拿大公民。1982年，科恩与20家企业赞助商协助拯救多伦多圣诞老人巡游的运作，该活动在此前由经营面临困境的伊頓百貨赞助。之后在1988年，科恩被任命为加拿大皇家银行董事会成员，Astral媒体和多伦多太阳报董事会董事。他还是麥當勞叔叔之家慈善基金的创始人之一。

### 俄罗斯
早在1976年蒙特利尔奥运会期间，当时担任加拿大麦当劳董事长的科恩邀请苏联代表来到麦当劳餐厅后，便有了在苏联开设麦当劳的想法。当时的苏联代表高度赞赏麦当劳的食物和服务。而1980年莫斯科奥运会也为西方游客提供快速、熟悉和美味的食物寻求方案。從1976年開始，加拿大的麥當勞試圖在比賽期間在主要場館盧日尼基体育場附近開設兩家臨時餐廳。儘管遭受蘇聯雜誌《新時代》對連鎖店的批評，但該計劃幾乎與莫斯科奧運組委會定案，而整个计划是在中立的背景下进行的。但由于冷战以及美国因苏联入侵阿富汗而决定抵制该届奥运会，最终在1979年秋季，莫斯科市長弗拉基米爾·普羅米斯洛夫（Владимир Промыслов）否決了這一計劃，儘管他允許「數百家」其他西方公司成為官方供應商。蘇聯總書記米哈伊爾·戈爾巴喬夫上任后，出台了經濟改革和開放政策等一系列政策，旨在鼓勵來自西方國家的投資，这也令科恩重启了麦当劳引入苏联市场的计划。1988年4月，加拿大麦当劳与莫斯科市議會签订合资经营协议，双方决定在莫斯科开设20家麦当劳餐厅。
1990年1月31日，蘇聯第一家麥當勞在莫斯科普希金廣場開幕，大約有38000名顧客在長達數小時的隊伍中等候，當時打破了公司的紀錄。科恩随后被授予苏联“资本主义劳动英雄”称号。由于当时的政治原因，美国母公司对首家餐厅的参与极少。麦当劳还在当地建立供应链网络，包括养殖场和加工厂。1991年七国集团峰会期间，加拿大总理马丁·布赖恩·马尔罗尼（科恩的私人朋友）亲自向戈尔巴乔夫抱怨科恩在苏联经商时遇到的困难。

## 个人生活
其子马克·科恩是第12任加拿大加式足球聯盟主席。2000年，科恩被诊断出患有前列腺癌，但已完全康复。2004年，他因犹太血统，而被拒绝加入多伦多罗斯代尔高尔夫俱乐部，随后向法院起诉。法官裁定俱乐部的行为属违法。

## 逝世
2023年11月24日，乔治·科恩去世，享年86岁。逝世后，加拿大总理贾斯廷·特鲁多发文，形容科恩的去世是“失去了一个非凡人物”。

## 荣誉

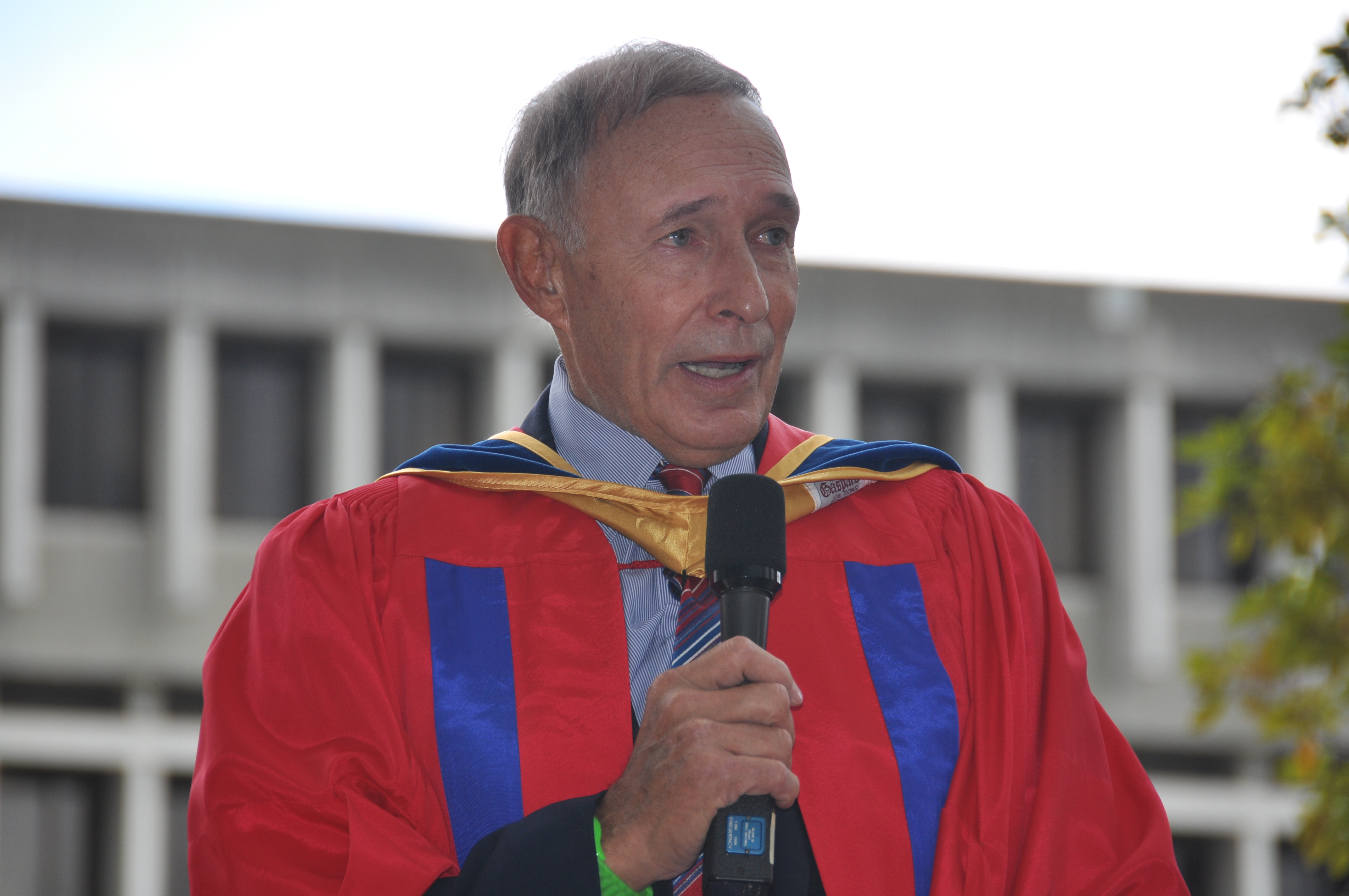
2011年，科恩于西門菲莎大學授予荣誉学位后发表讲话

科恩于1988年获得加拿大勋章，1998年被俄罗斯联邦政府授予友谊勋章。
2000年，获得安大略省勋章。之后于2012年，他将麦当劳爱心钥匙捐献给多伦多市政府。
2019年，科恩被加拿大总督朱莉·帕耶特授予加拿大勋章最高级别的“同伴勋章”，并终身授予“CC”头衔。
2011年6月14日，他被授予西門菲莎大學的法学博士荣誉学位。
作为加拿大勋章的获得者，他还于1992年获得加拿大联邦125周年奖章、2002年加拿大版伊丽莎白二世金禧奖章以及2012年加拿大版伊丽莎白二世银禧奖章。